# Diablos Rojos del México (sóftbol)
Los Diablos Rojos del México (sóftbol) es un equipo femenino de la Liga Mexicana de Sóftbol con sede en la Ciudad de México, México.

## Historia
La historia de Diablos Rojos Femenil comenzó el 9 de enero de 2024, cuando anunciaron a las primeras jugadoras del equipo que participaron en la primer temporada de la Liga Mexicana de Sóftbol ese mismo año.
Durante la primera temporada de la LMS, que concluyó en marzo de 2024, el equipo de Las Diablas quedó en tercer lugar siendo Los Charros de Jalisco (sóftbol) quienes se coronaron como campeonas.
Mientras que, en la segunda temporada que finalizó en marzo de 2025, se coronaron como campeonas tras vencer a las Sultanes de Monterrey con un marcador 5-0; logrando un triple campeonato de la franquicia escarlata en su aniversario 85: en beisbol, basquetbol y sóftbol.

## Estadio

### Estadio de Béisbol de Ciudad Universitaria
La primera casa del equipo fue el Estadio de Béisbol de Ciudad Universitaria, en donde jugaron la primera temporada de la LMS.

### Estadio Alfredo Harp Helú
El debut de las peloteras en el Estadio Alfredo Harp Helú, fue el 23 de enero de 2025 contra las Olmecas de Tabasco (sóftbol) con un marcador de 8-3 en favor al equipo de las escarlatas.

## Jugadoras

### Roster actual
Actualizado al 23 de enero de 2025.
| Diablos Rojos (sóftbol) del México Roster 2025 |                           |                    |
| C U E R P O T É C N I C O                      |                           |                    |
|                                                | Bandera de Venezuela      | Denisse Fuenmayor  |
| J U G A D O R A S                              |                           |                    |
| L A N Z A D O R A S                            |                           |                    |
| 21                                             | Bandera de Italia         | Ilaria Cacciamani  |
| 80                                             | Bandera de Estados Unidos | Megan Faraimo      |
| 51                                             | Bandera de Cuba           | Yamerki Guevara    |
| 20                                             | Bandera de México         | Karla Téllez       |
| R E C E P T O R A S                            |                           |                    |
| 15                                             | Bandera de Italia         | Elisa Cecchetti    |
| 33                                             | Bandera de Estados Unidos | Mia Davidson       |
| J U G A D O R A S D E C U A D R O              |                           |                    |
| 4                                              | Bandera de Cuba           | Leannelys Zayas    |
| 22                                             | Bandera de México         | Edith De Leija     |
| 26                                             | Bandera de México         | Paulina Ruiz       |
| 17                                             | Bandera de México         | Marilyn Salas      |
| 9                                              | Bandera de México         | Alma Vega          |
| 14                                             | Bandera de México         | Yamilet Sandoval   |
| 31                                             | Bandera de México         | Adriana Rodríguez  |
| 12                                             | Bandera de México         | Grecia García      |
| 29                                             | Bandera de México         | Danna Barrera      |
| J A R D I N E R A S                            |                           |                    |
| 11                                             | Bandera de Cuba           | Elizabeth Robert   |
| 23                                             | Bandera de México         | Stefanía Aradillas |
| 5                                              | Bandera de México         | Ximena Guerrero    |
| 13                                             | Bandera de México         | Rosa del Castillo  |
| 24                                             | Bandera de Estados Unidos | Jazmyn Renee       |